# Ernst Friedrich

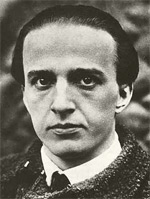
Ernst Friedrich op 30-jarige leeftijd

Ernst Friedrich (Breslau, 25 februari 1894 - Le Perreux-sur-Marne, 2 mei 1967) richtte in 1925 in Berlijn het eerste anti-oorlogsmuseum op.
In 1924 publiceerde hij Krieg dem Kriege (Oorlog aan de oorlog) waarin hij de verschrikkingen van de Eerste Wereldoorlog aanklaagt.

## Leven

### Kinderjaren en jeugd
Ernst Friedrich werd geboren in Breslau (nu Wrocław, Polen) als 13e kind van een poetsvrouw en een zadelmaker. Na de lagere school begon hij in 1908 een leerlingschap als boekdrukker. Kort daarna stopte hij met zijn stage en ging hij acteren studeren. Hij verdiende geld door in een fabriek te werken. Hij was een van de oprichters van de Breslauer Vereniging voor Jonge Werkers. In 1911 werd hij lid van de Sociaal-Democratische Partij van Duitsland. Van 1912 tot 1914 maakte hij reizen in Denemarken, Zweden, Noorwegen en Zwitserland. In 1914 maakte hij zijn acteerdebuut in zijn geboortestad en had hij een optreden in het koninklijk theater in Potsdam.

### Wereldoorlog I
Hij werd opgeroepen voor de Eerste Wereldoorlog en besloot dienstweigeraar te worden. Als gevolg daarvan werd hij opgenomen in een psychiatrisch ziekenhuis. Hij werd veroordeeld wegens sabotage van militaire activiteiten en in 1917 gevangen gezet in Potsdam. Eind 1918 kwam hij vrij als gevolg van de Duitse Revolutie van 1918-1919.

### Weimar Republiek
Friedrich was actief betrokken bij de Spartacistische opstand. Na het einde van de oorlog was hij lid van de jeugdorganisatie Freie sozialistische Jugend van Karl Liebknecht en Rosa Luxemburg. Na de ontbinding ervan in 1920 richtte hij in Berlijn zijn eigen anarchistische jeugdgroep "Freie Jugend" op. De groep werd ook opgericht in Preußen, Sachsen, Thüringen, Rheinland, Westfalen en in Oostenrijk en Zwitserland. Het tijdschrift Freie Jugend verbond de verschillende groepen en werd tot 1926 door Friedrich uitgegeven. Vanaf 1923 fuseerde de groep met de Syndikalistisch-Anarchistische Jugend Deutschlands (SAJD), een anarcho-syndicalistische jeugdbeweging die het antimilitarisme propageerde. Tussen de twee wereldoorlogen in was hij een antimilitaristisch activist. Hij was onder meer spreker op een anti-oorlogsdemonstratie voor de Dom van Berlijn op 31 juli 1921, die meer dan 100.000 deelnemers telde.
Zijn flat in Friedrichshain werd een ontmoetingsplaats en een commune voor jonge anarchisten. In 1925 stichtte hij het Anti-Kriegs-Museum (Anti-Oorlogsmuseum) in Berlijn, omdat hij een ruimte voor vredeseducatie wilde creëren. Zijn bekendste boek Krieg dem Kriege ("Oorlog tegen de Oorlog"), dat in 1924 werd gepubliceerd, was een direct resultaat van zijn onderzoek voor het museum. Het toont de gruwelijkheden van de oorlog in beelden.

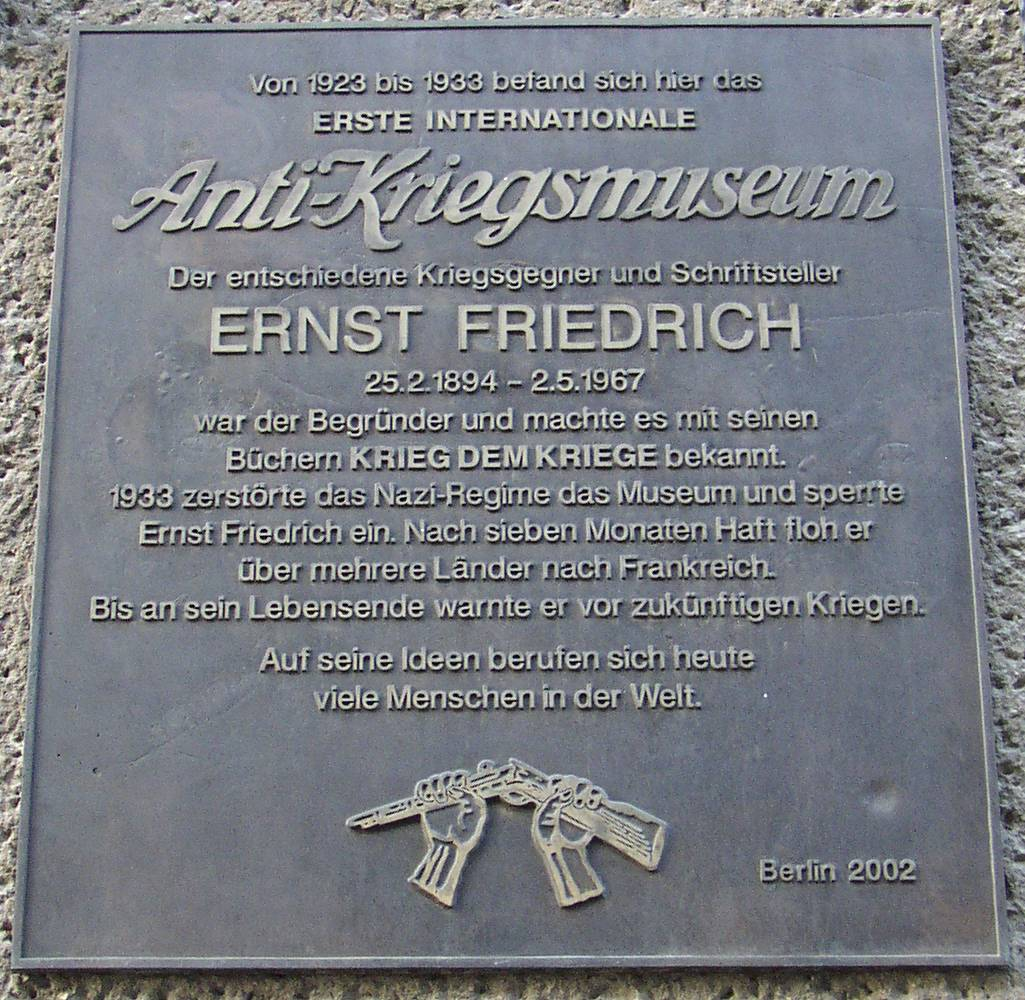
Gedenkplaat in Berlin-Mitte (Parochialstr. 1-3)

Later publiceerde hij het weekblad Die schwarze Fahne ("De Zwarte Vlag"), dat een oplage had van wel 40.000 exemplaren.
Friedrich was goed bevriend met Henry Jacoby en Erich Mühsam. Jacoby noemde hem in retrospectief een "apostel van een radicale jeugdbeweging, profeet van een anti-hiërarchisch socialisme en agressief antimilitarist". Als redacteur van het tijdschrift "Freie Jugend" wijdde hij in 1924 een nummer van het tijdschrift aan de politieke gevangenen van de Weimarrepubliek, onder wie Erich Mühsam.
Zijn publicaties werden vaak verboden of in beslag genomen en Friedrich werd regelmatig beschuldigd van verschillende strafbare feiten. De advocaat Hans Litten verdedigde hem bij verschillende gelegenheden. Op 14 november 1930 werd hij wegens zijn politieke activiteiten veroordeeld tot een jaar gevangenisstraf. Hij was betrokken bij de verspreiding van antimilitaristische teksten onder politie en militairen.